# Thomas Pidcock
Thomas Pidcock, OBE (* 30. Juli 1999 in Leeds) ist ein britischer Radsportler, der in mehreren Disziplinen des Radsports aktiv ist. 2021 und 2024 wurde er Olympiasieger im MTB-Cross Country. Neben jeweils einem Weltmeistertitel im Cyclocross (2022) und Mountainbike-Sport (2023) gewann er im Jahr 2022 eine Etappe der Tour de France.

## Sportlicher Werdegang

### Kindheit und Junioren-Jahre
Thomas Pidcock wuchs gemeinsam mit seinem jüngeren Bruder Joseph in Yorkshire auf und bestritt sein erstes Radrennen im Alter von sieben Jahren auf dem Castle Combe Circuit. Im Jahr 2015 nahm er an Rennen der British National Youth Criterium Series teil und reiste im selben Jahr mit dem Team GB zu den Europäischen Olympischen Jugendfestival in Tiflis, wo er den 19. Rang im Straßenrennen belegte. Im Winter bestritt Pidcock seine ersten internationalen Cyclocross-Rennen in der Junioren-Klasse und wurde Achter der Europameisterschaften und Fünfter der Weltmeisterschaften. Auf der Straße feierte er seine ersten Siege bei der British National Youth Road Race Series, ehe er im September 2016 das belgische Eintagesrennen La Philippe Gilbert Juniors gewann.
In der Cyclocross-Saison 2016/2017 bestritt Pidcock 13 Rennen in der Junioren-Klasse, wobei er nur eines nicht als Sieger beendete. Er gewann die europäische und nationale Meisterschaft, ehe er in Bieles im Alter von 17 Jahren auch Weltmeister der Junioren wurde. Auf der Straße siegte er bei den prestigeträchtigen Nachwuchsrennen Le Pavé de Roubaix und GP Rüebliland, ehe er bei den Straßenradsport-Weltmeisterschaften 2017 das Einzelzeitfahren der Junioren für sich entschied. Weiters wurde er als 17-jähriger britischer Meister der Elite-Klasse im Kriterium und holte den nationalen Junioren Titel im Scratch.

### Frühe Profi-Jahre
Im Alter von 18 Jahren unterschrieb Thomas Pidcock für die Saison 2017/18 einen Vertrag beim UCI Cyclo-Cross Team Telenet Fidea Lions und belegte bei seinem ersten Elite-Rennen, dem Polderscross, den neunten Rang. Für die restliche Saison ging er jedoch vorrangig bei den U23-Rennen an den Start, wo er je vier Stationen des UCI-Cyclocross-Weltcups und der Superprestige Serie gewann. Weiters gewann er die Gesamtwertung des U23 Weltcups, wurde britischer U23-Meister und belegte hinter Eli Iserbyt den Zweiten Rang bei den Cyclocross-Europameisterschaften. Bei den Weltmeisterschaften erreichte er das Ziel jedoch nur auf dem 15. Platz. Auf der Straße fuhr Thomas Pidcock ab dem Jahr 2018 für das Team Wiggins Le Col. Er bestritt sowohl die Tour de Yorkshire als auch die Tour of Britain, die er mit erst 19 Jahren auf dem 17. Gesamtrang beendete. Im August der Jahres 2018 verließ Pidcock das Telenet–Fidea Lions Team und wechselte für die anstehende Cyclocross-Saison zum neu gegründeten TP Racing Team, das seine Initialen trug und speziell um ihn aufgebaut wurde. Pidcock gewann neben dem Nationalen auch den Europa- und Weltmeistertitel der Klasse U23 und sicherte sich zudem die U23 Gesamtwertungen des Weltcups und der Superprestige Serie.

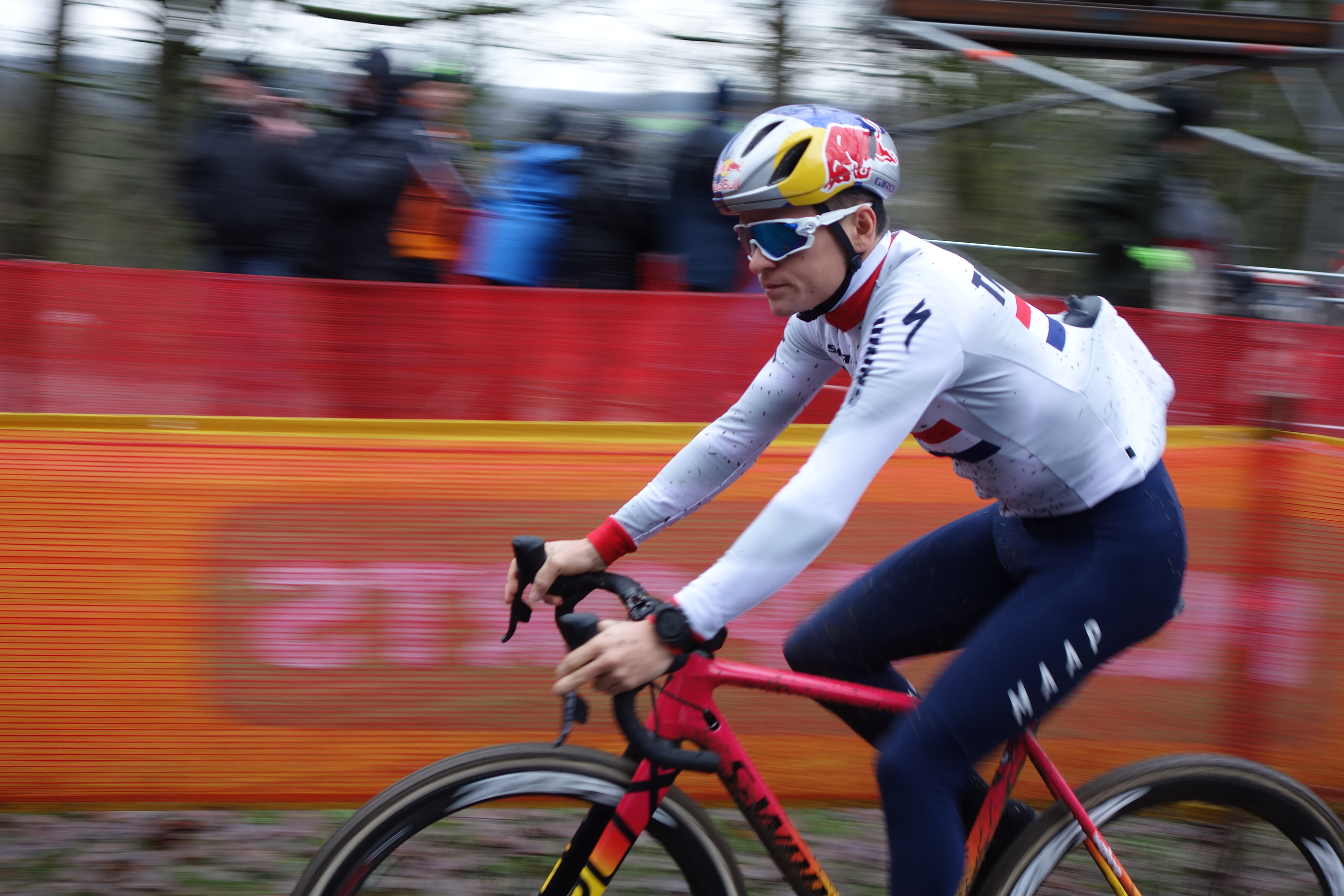
Thomas Pidcock im Trikot des britischen Meisters beim Citadelcross

Im Jahr 2019 gewann Pidcock Paris–Roubaix Espoirs und die Gesamtwertung der Tour Alsace. Bei der Tour de l’Avenir kam er auf der verregneten 6. Etappe in einer Abfahrt von der Straße ab und stürzte schwer. Er schlug sich zwei Zähne aus, hatte Haarrisse in vier Knochen, sowie eine schwere Gehirnerschütterung und musste die Rundfahrt aufgeben. Nur ein Monat später startete er bei der Straßen-Weltmeisterschaft in Harrogate, wenige Kilometer von seiner Heimat Leeds entfernt. Im Zielsprint aus einer kleinen Gruppe belegte er im U23-Straßenrennen den vierten Rang, ehe er nachträglich aufgrund einer Disqualifikation des Siegers Nils Eekhoff auf den dritten Platz vorrückte. Nach der Auflösung des Teams Wiggins Le Col fuhr Pidcock auch auf der Straße für das TP Racing Team, dessen Name sich im Vorfeld der Cyclocross-Saison 2019/2020 zu Trinity Racing änderte. In der folgenden Cross-Saison ging er ausschließlich bei Rennen der Eliteklasse an den Start und wurde im Alter von 20 Jahren britischer Meister. Bei den Weltmeisterschaften im Schweizer Dübendorf belegte er hinter Mathieu van der Poel den zweiten Platz. Auf der Straße blieb er in der Klasse U23, in der im Jahr 2020 aufgrund der COVID-19-Pandemie kaum Rennen stattfanden.
Beim Giro Ciclistico d’Italia 2020 gewann Pidcock drei Etappen und die Gesamtwertung mit einem Vorsprung von fast zweieinhalb Minuten. Wenige Wochen später wurde er im Alter von 21 Jahren für die Straßen-Weltmeisterschaften der Elite in Imola nominiert und belegte den 42. Rang. Im Anschluss wechselte er die Disziplin und nahm an den einzigen beiden U23-Wettbewerben des Olympic Cross-Country des Mountainbike-Weltcups in Nové Město teil. Obwohl er bei beiden Rennen aus der letzten Reihe Starten musste, gewann er zweimal, womit er auch die U23-Gesamtwertung für sich entschied. Sein letztes Rennen in den Nachwuchsklassen bestritt Thomas Pidcock bei der Mountainbike-Weltmeisterschaften in Leogang, bei denen er sich im Olympic Cross-Country den Titel in der U23-Klasse sicherte. Nur wenige Tage zuvor wurde er E-MTB Weltmeister.

### Wechsel zu den Ineos Grenadiers
Im September des Jahres 2020 unterschrieb Pidcock einen Vertrag beim britischen UCI WorldTeam Ineos Grenadiers. Die erste Hälfte der Cyclocross-Saison 2020/2021 bestritt er jedoch noch im Trikot des Trinity Racing Teams. Beim Superprestige Rennen von Gavere gewann Thomas Pidcock erstmals ein internationales Cyclocross-Rennen der Elite-Klasse, wobei er sich mit einem Vorsprung von 25 Sekunden vor dem Weltmeister Mathieu van der Poel durchsetzte. Bei den Cyclocross-Weltmeisterschaften in Ostende verpasste er als Vierter knapp die Medaillen-Ränge.

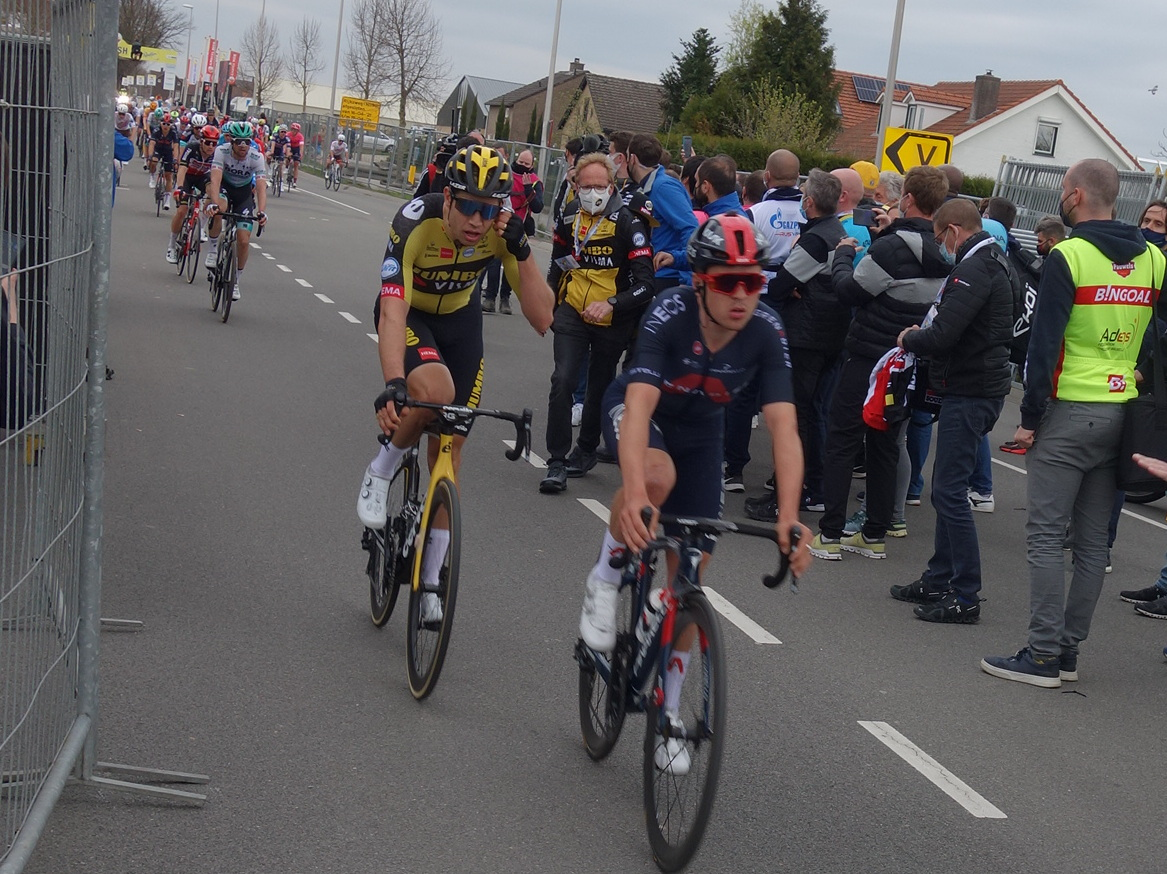
Thomas Pidcock (rechts) und Wout van Aert (links) im Ziel des Amstel Gold Race 2021

Auf der Straße bestritt Thomas Pidcock bei der Tour des Alpes-Maritimes et du Var sein erstes Rennen im Trikot der Ineos Grenadiers. Nach Platz drei bei Kuurne–Brüssel–Kuurne wurde er Fünfter der Strade Bianche, ehe er den Pfeil von Brabant im Sprint aus einer kleinen Gruppe vor Wout van Aert gewann. Wenige Tage darauf schlug ihn van Aert beim Amstel Gold Race im Fotofinish. Nach einem sechsten Platz beim Flèche Wallonne pausierte Thomas Pidcock seine Straßenrad-Saison und wechselte aufs Mountainbike um sich auf die Olympischen Spiele in Tokyo vorzubereiten. Bei seinem ersten Antritt im Mountainbike-Weltcup der Elite belegte Pidcock im Olympic Cross-Country Bewerb von Albstadt den fünften Platz, nachdem er vom 76 Rang gestartet war. Bereits nach drei Runden hatte er sich durch das Fahrerfeld nach vorne gearbeitet und das Rennen zeitweise angeführt. Beim zweiten Weltcuprennen in Nové Město feierte Thomas Pidcock seinen ersten Sieg und setzte sich vor Mathieu van der Poel durch. Ende Mai 2021 brach er sich bei einer Trainingsfahrt in Andorra das Schlüsselbein und verpasste die Teilnahme an der Tour de Suisse. Nach einer Operation konnte er jedoch nach wenigen Tagen das Training wieder aufnehmen. Nach zwei Vorbereitungsrennen auf der Straße reiste Thomas Pidcock als Mitfavorit zu den Olympischen Spielen. Zur Hälfte des Rennens übernahm er die Führung und setzte sich im Anschluss allein von den übrigen Favoriten ab. Schlussendlich holte er mit einem Vorsprung von 20 Sekunden als erster Brite Gold im Olympischen Mountainbike Bewerb. Nach seinem Olympiasieg fuhr Pidcock mit der Vuelta a España seine erste Grand Tour, die er auf dem 67. Gesamtrang beendete. Bei seinem letzten Rennen der Straßenrad-Saison erzielte er bei den UCI-Straßen-Weltmeisterschaften in Löwen den sechsten Platz.

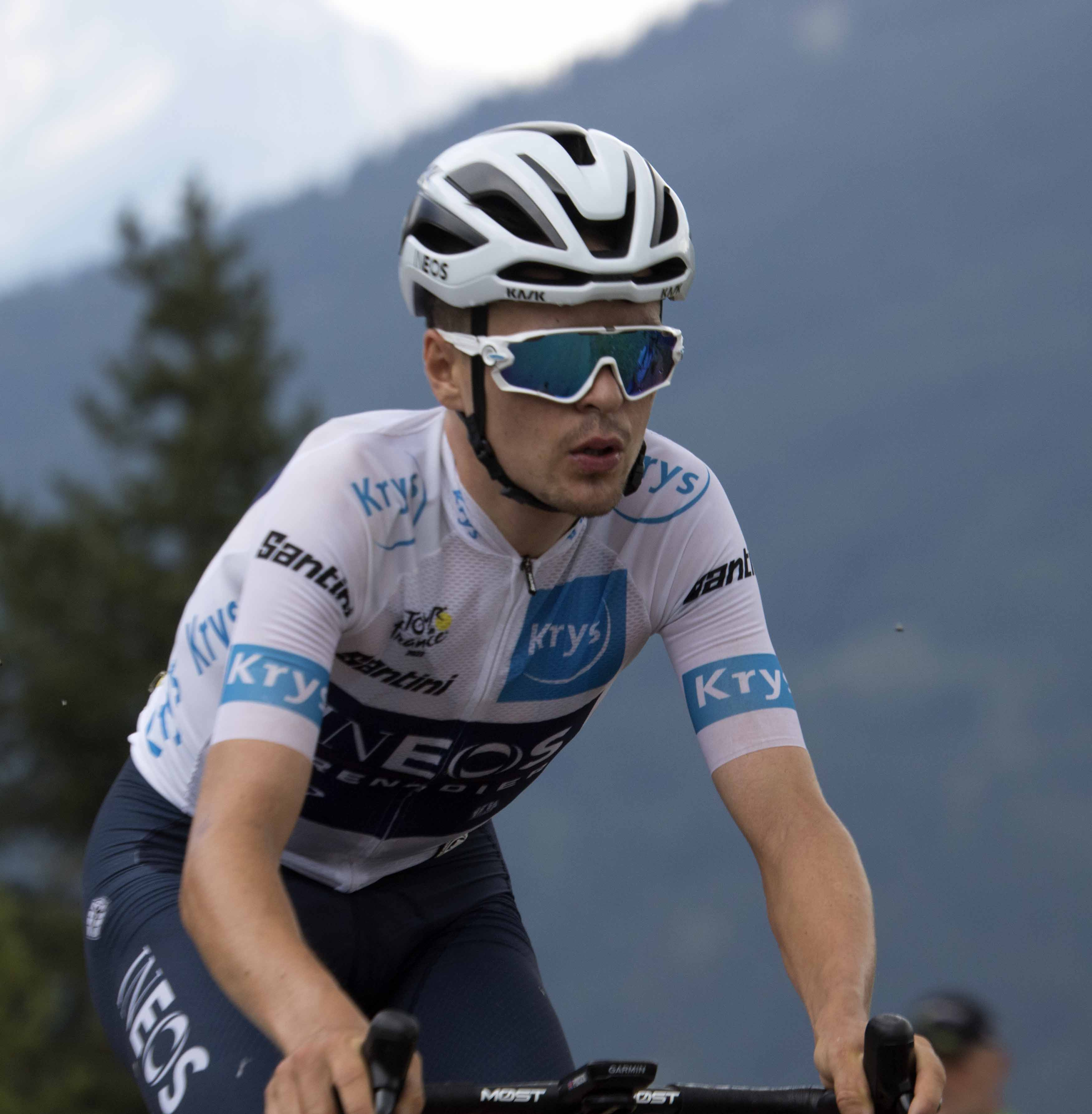
Thomas Pidcock im weißen Trikot bei der Tour de France 2022

Nach seiner ersten WorldTour-Saison stieg Pidcock erst im Dezember in die Cyclocross-Saison ein und gewann in Rucphen erstmals ein Weltcup-Rennen der Elite-Klasse. Im Anschluss war er auch bei der Weltcup-Station in Hulst erfolgreich. Bei den Cyclocross-Weltmeisterschaften in Fayetteville ging Pidcock in Abwesenheit von Mathieu van der Poel und Wout van Aerts als Favorit an den Start. Er setzte sich bereits nach vier von neun zu fahrenden Runden von den restlichen Fahrern ab und wurde mit einem Vorsprung von einer halben Minute als erster Brite Cyclocross-Weltmeister.
Bei den Frühjahrsklassikern des Jahres 2022 blieb Pidcock hinter seinen eigenen Erwartungen zurück und stand mit dem dritten Platz bei Dwars door Vlaanderen nur einmal auf dem Podium. Im Mai kehrte er in den Mountainbike-Weltcup zurück und gewann die Rennen in Albstadt und Nové Město. Nachdem er die Tour de Suisse am sechsten Etappentag verlassen hatte, startete Thomas Pidcock erstmals bei der Tour de France. Auf der 12. Etappe schloss er in der Abfahrt des Col du Galibier zu der Ausreißergruppe des Tages auf und gewann als bislang jüngster Fahrer die Bergankunft von Alpe d’Huez. Nach seinem Etappensieg wurde er schließlich 16. der Gesamtwertung. Nach der Tour de France nahm Pidcock an den European Championships teil und gewann den Titel des Europameisters im Olympic Cross-Country. Nur eine Woche später ging er als Favorit bei den Mountainbike-Weltmeisterschaften im französischen Les Gets an den Start, wo er nach einem Sturz als Vierter eine Medaille verpasste. Im November kehrte Pidcock in den Cyclocross-Sport zurück, konnte im Weltcup jedoch keinen weiteren Sieg erringen. Die einzigen beiden Siege im Regenbogentrikot erzielte er beim Urban Cross Kortrijk und Schorrecross. Im Vorfeld der Cyclocross-Weltmeisterschaften gab Pidcock bekannt, einen Titel nicht zu verteidigen, um sich besser auf die Straßensaison vorbereiten zu können.

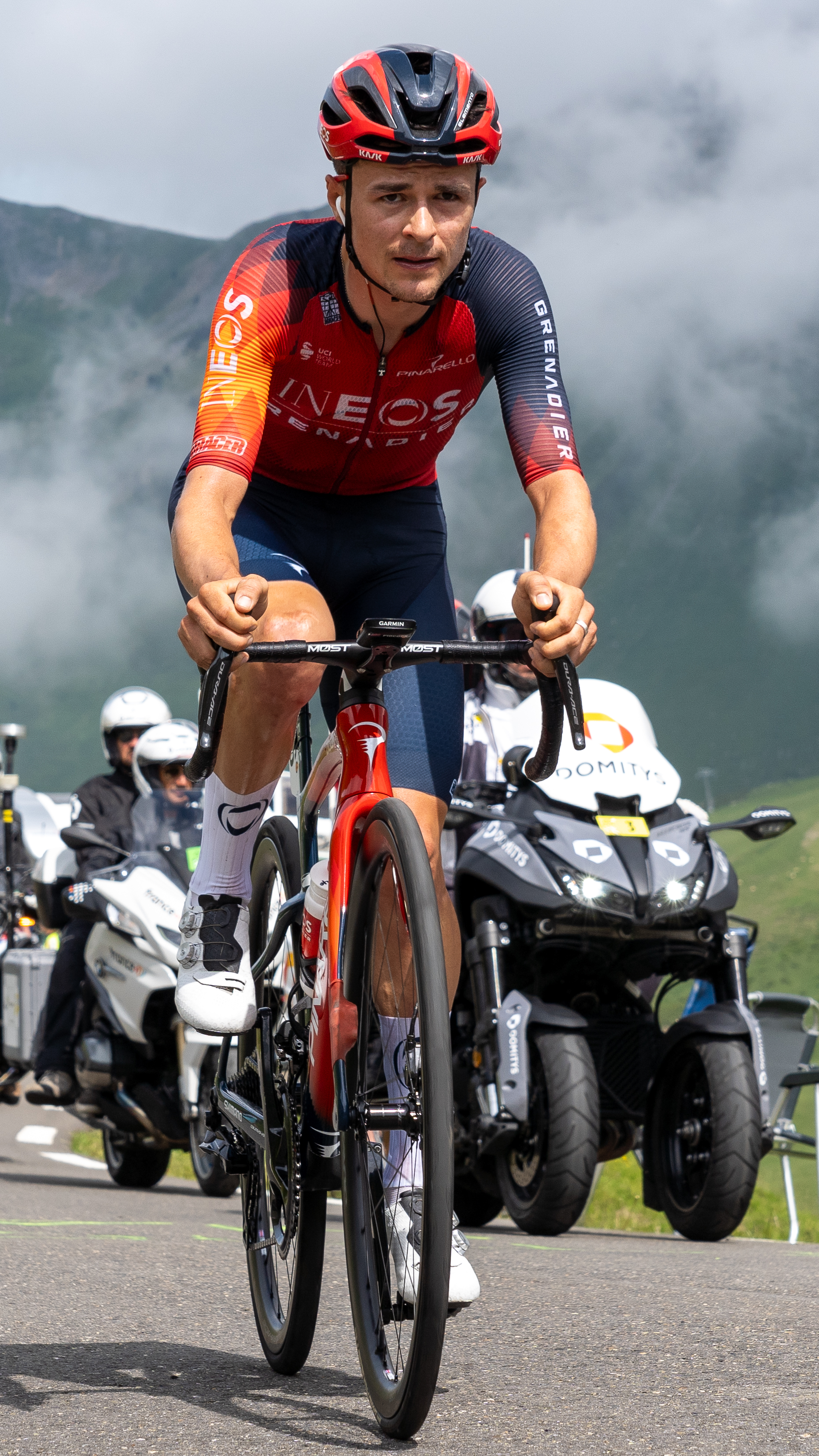
Thomas Pidcock im Anstieg des Col du Tourmalet auf der 6. Etappe der Tour de France 2023

Beim Omloop Het Nieuwsblad 2023 belegte Pidcock den fünften Platz, ehe er mit der Strade Bianche sein erstes Eintagesrennen der UCI WorldTour gewann, nachdem er sich rund 50 Kilometer vor dem Ziel auf den Schotterstraßen vom Hauptfeld hatte lösen können. Im Anschluss stürzte er bei Tirreno–Adriatico und verpasste Mailand–Sanremo aufgrund einer Gehirnerschütterung. Bei der Flandern-Rundfahrt war er Teil einer kleinen Favoritengruppe, ehe er im Anstieg des Koppenberg den Anschluss zum späteren Sieger Tadej Pogačar verlor. Er beendete die Frühjahrsklassiker mit Platz drei beim Amstel Gold Race und seinem ersten Podiumsplatz bei Lüttich–Bastogne–Lüttich. Die Tour de France 2023 schloss er auf dem 13. Gesamtrang ab. Bei den Radsport-Weltmeisterschaften in Glasgow verzichtete er auf den Start bei den Straßenrad-Bewerben und fokussierte sich stattdessen auf die Mountainbike-Rennen. Nach Platz drei im MTB-Short-Track wurde er als erster Brite Weltmeister im Cross-Country-Rennen (XCO). Da Pidcock nur bei der ersten Station des UCI-Mountainbike-Weltcup 2023 teilgenommen hatte, musste er bei den Weltmeisterschaften aus der fünften Reihe vom 30 Platz starten. Beim Saisonfinale im kanadischen Mont Sainte-Anne feierte er seinen ersten XCO-Sieg im Regenbogentrikot.
Im Winter 2023/24 bestritt Pidcock nur acht Cyclocross-Rennen, wobei er den Weltcup-Bewerb in Namur in Abwesenheit von Mathieu van der Poel und Wout van Aert gewann. Weiters verzichtete er auf die Teilnahme bei den Weltmeisterschaften, um sich auf die Straßensaison vorzubereiten, wobei er das Gesamtklassement der Tour de France als Ziel ausgab. Sein Saison-Debüt gab Thomas Pidcock bei der Algarve-Rundfahrt die er als Gesamtsechster beendete, ehe er die Plätze acht und vier beim Omloop Het Nieuwsblad und der Strade Bianche belegte. Mit Tirreno–Adriatico bestritt er ein Etappenrennen der UCI WorldTour, bei dem er mit dem neunten Platz in die Top 10 fuhr, wobei sein Rückstand auf den Gesamtsieger mehr als vier Minuten betrug. Bei Mailand–Sanremo überquerte er den Poggio in der Spitzengruppe und griff auf den letzten flachen Kilometern an. Er wurde jedoch auf dem letzten Kilometer eingeholt und belegte schlussendlich den elften Rang. Im Anschluss verzichtete Pidcock auf den Start bei der Flandern-Rundfahrt und wollte stattdessen bei der Baskenland-Rundfahrt starten, wo er jedoch bei der Streckenbesichtigung des Auftaktzeitfahrens zu Sturz kam und sich eine Verletzung an der Hüfte zuzog. Nachdem er überraschend wenige Tage später bei Paris–Roubaix an den Start gegangen war, gewann er das Amstel Gold Race 2024 im Sprint einer vier Fahrer umfassenden Spitzengruppe. Nach Rang 10 bei Lüttich–Bastogne–Lüttich stieg Pidcock in den Mountainbike-Weltcup ein und gewann den XCO-Bewerb von Nové Mesto. In Vorbereitung auf die Tour de France bestritt er die Tour de Suisse, die er als Gesamtsechster beendete, ehe er das XCC und XCO-Rennen von Crans-Montana für sich entschied. Im Vorfeld der Frankreich-Rundfahrt gab er bekannt eine „freie Rolle“ im Team einzunehmen und Carlos Rodríguez und Egan Bernal bei deren Gesamtklassement-Ambitionen zu unterstützen. Nachdem er bereits auf der 4. Etappe viel Zeit verlor, ging er auf der 9. Etappe, die über mehrere Schotter-Abschnitte führte, in die Fluchtgruppe. Dort musste er sich im Sprint nur dem Franzosen Anthony Turgis geschlagen geben. Aufgrund einer COVID-19-Erkrankung verließ er die Tour de France im Vorfeld der 14. Etappe.

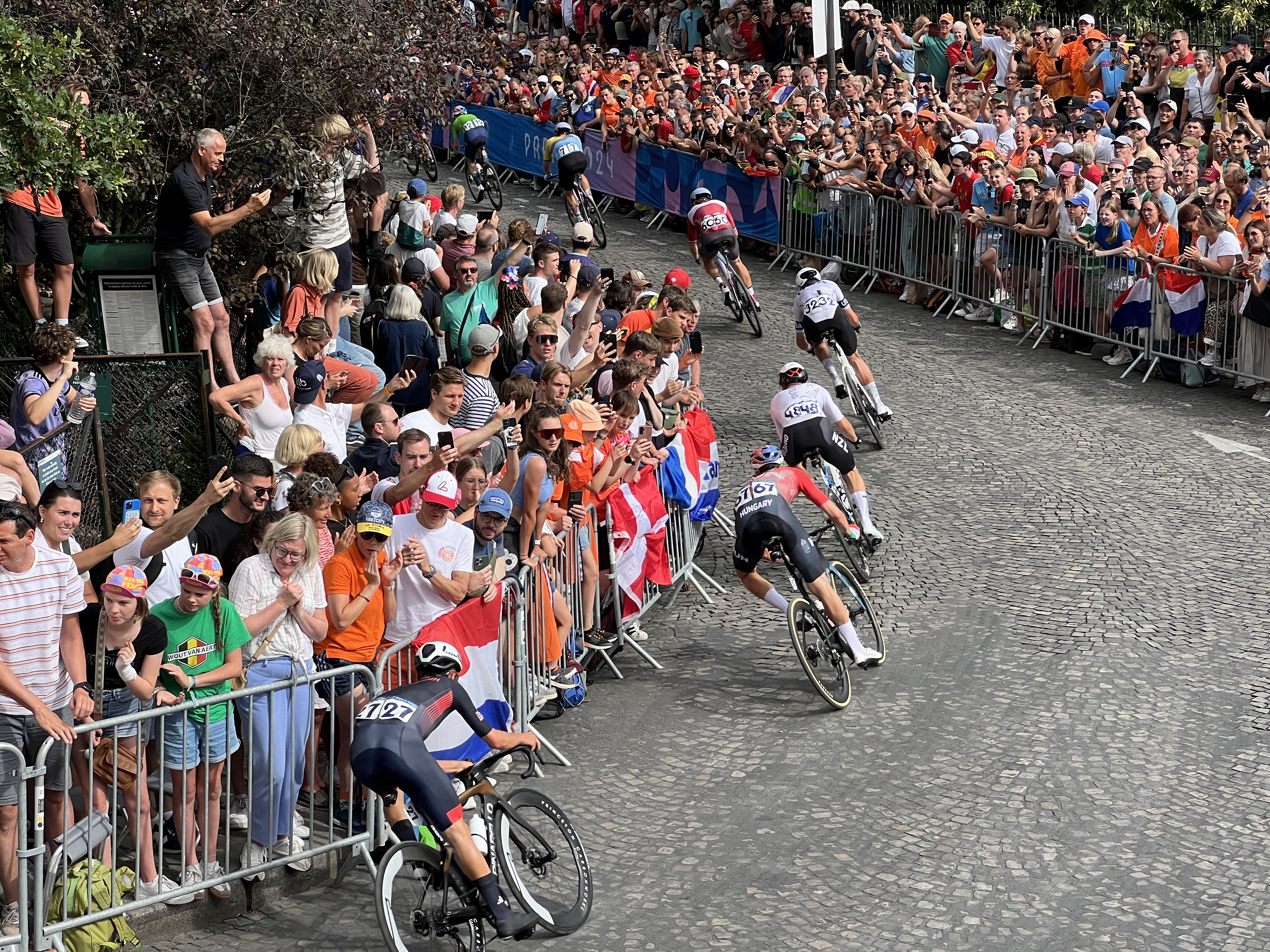
Thomas Pidcock (letzte Position) wird in Paris Doppel-Olympiasieger im Mountainbike-Sport und belegt den 13. Rang im Straßenrennen

Bei den Olympischen Sommerspielen von Paris ging er als Titelverteidiger im Mountainbike-Bewerb an den Start. Aufgrund eines Vorderradschadens verlor er in der dritten Runde rund 40 Sekunden, konnte den Rückstand jedoch wieder gut machen und schloss eineinhalb Runden vor dem Ziel zu dem führenden Victor Koretzky auf. Nachdem er einen Angriff des Franzosen in der letzten Runde nur mit Mühe parieren konnte, übernahm er mit einem riskanten Manöver in einer Linkskurve die Führung, wobei Koretzky nur knapp einen Sturz verhindern konnte. Kurz darauf überquerte Thomas Pidcock die Ziellinie als Erster und sicherte sich im Alter von 24 Jahren seinen zweiten Olympiasieg. Im Straßenrennen belegte er als bester Brite den 13. Rang. Anfang September ging Thomas Pidcock bei den Mountainbike-Weltmeisterschaften in Andorra an den Start, wo er sich im XCO-Bewerb Alan Hatherly und Victor Koretzky geschlagen geben musste und die Bronzemedaille holte. In Vorbereitung auf die Straßenradsport-Weltmeisterschaften ging Pidcock bei der Tour of Britain an den Start, wo er sich bei einem Sturz auf der 6. Etappe eine Gehirnerschütterung zuzog. Als Folge verpasste er die kanadischen Eintagesrennen von Québec und Montréal. Nachdem er bei den Weltmeisterschaften hinter den Erwartungen zurückgeblieben war, gab er die italienischen Herbstklassiker als letztes Saisonziel aus, wobei er hinter Tadej Pogačar Zweiter des Giro dell’Emilia wurde. Trotz einer aufsteigenden Formkurve wurde Thomas Pidcock überraschend aus dem Aufgebot der Lombardei-Rundfahrt genommen und durch seinen Landsmann Ethan Hayter ersetzt.

### Wechsel zum Q36.5 Pro Cycling Team
Gegen Ende der Saison 2024 kam es zusehends zu Spannungen zwischen Thomas Pidcock und der Leitung der Ineos Grenadiers, was die Gerüchte um einen verfrühten Wechsel des Briten befeuerte. Obwohl er einen gültigen Vertrag bis Ende 2027 hatte, wurde Pidcock dabei vermehrt mit dem Schweizer UCI ProTeam Q36.5 in Verbindung gebracht. Ein zunächst geplanter Deal platzte jedoch, wodurch er zunächst bei den Ineos Grenadiers blieb, die ihre sportliche Leitung im Vorfeld der Saison 2025 neu aufstellten. In einem Interview beim britischen Radsport-Event Rouleur Live meinte Pidcock, dass er zwar positive Veränderungen sehen würde, jedoch nicht mehr Klarheit über seine Zukunft habe. Wenige Wochen später gaben die Ineos Grenadiers am 4. Dezember bekannt, dass der 25-jährigen Brite die Mannschaft mit Jahresende verlassen würde. Nur zwei Tage später unterschrieb er einen Dreijahresvertrag beim Q36.5 Pro Cycling Team.

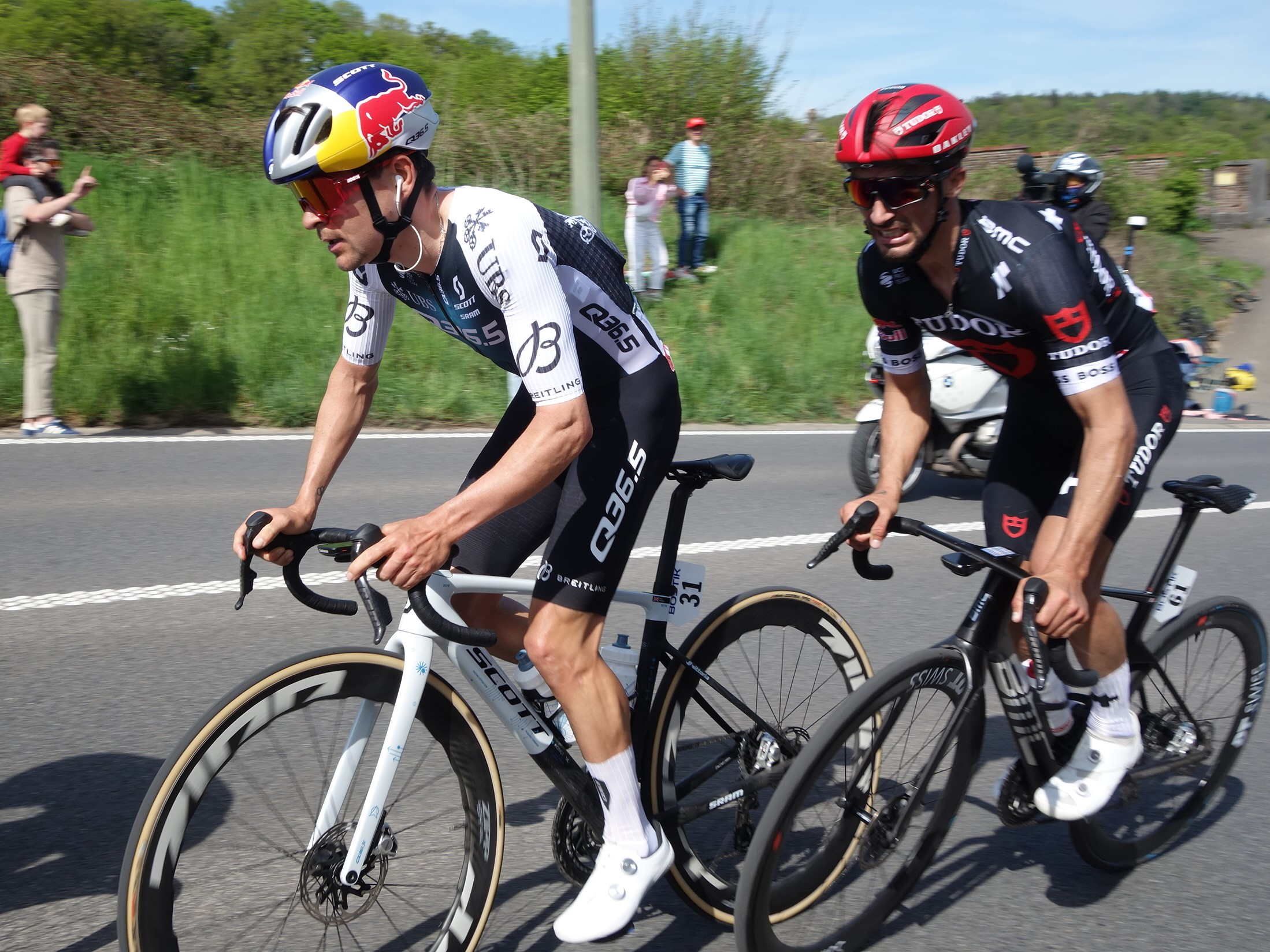
Thomas Pidcock (links) bei Lüttich–Bastogne–Lüttich

Nachdem er im Winter keine Cyclocross-Rennen bestritten hatte, gab er sein Saison-Debüt Ende Jänner bei der AlUla Tour, wo er zwei Etappen gewann und sich erstmals bei einem Etappenrennen als Gesamtsieger durchsetzte. Im Anschluss gewann er eine Etappe der Andalusien-Rundfahrt. In der Gesamtwertung belegte er den dritten Rang. Bei der Strade Bianche setzte sich Pidcock gemeinsam mit dem Weltmeister Tadej Pogačar rund 80 Kilometer vor dem Ziel von den restlichen Fahrern ab, ehe er den Slowenen auf den letzten 18 Kilometern im Anstieg des Colle Pinzuto ziehen lassen musste und mit einem Rückstand von rund eineinhalb Minuten Zweiter wurde. Wenige Tage später ging er bei Tirreno–Adriatico an den Start, wo er sich bei der einzigen Bergankunft nur dem Spanier Juan Ayuso geschlagen geben musste und Sechster der Gesamtwertung wurde. Im Anschluss ging er bei Mailand–Sanremo an den Start, kam jedoch bei der Einfahrt in die Cipressa zu Sturz und beendete das Rennen in einer abgehängten Gruppe. Nachdem er die Flandern-Rundfahrt und Paris–Roubaix ausgelassen hatte, kehrte er bei den Ardennen-Klassikern ins Renngeschehen zurück und wurde hinter Tadej Pogačar und Kévin Vauquelin Dritter des Flèche Wallonne. Weiters fuhr er auch beim Amstel Gold Race und bei Lüttich–Bastogne–Lüttich in die Top 10. Im Mai ging er erstmals beim Giro d’Italia an den Start, wobei er sich nicht auf die Gesamtwertung konzentrierte. Zum Auftakt verpasste er als Fünfter seine Chance auf das Rosa Trikot, ehe er auf der 5. Etappe mit dem dritten Platz seine beste Tagesplatzierung einfuhr. Schlussendlich belegte er den 16. Gesamtrang, wobei er in der letzten Woche viel Zeit einbüßte.
Nach dem Giro d’Italia folgte eine längere Rennpause des Briten, wobei er mit der ersten Austragung der Andorra MoraBanc Clàssica nur ein weiteres Rennen auf der Straße bestritt. Dafür kehrte er im Juli in den UCI-Mountainbike-Weltcup zurück und gewann den XCO-Bewerb von Pal Arinsal, nachdem er aufgrund seines niedrigen Weltcup-Rankings nicht im XCC-Rennen starten hatte dürfen. Wenige Wochen später wurde er in Melgaço vor seinem Landsmann Charlie Aldridge zum zweiten Mal Mountainbike-Europameister.
Im August kehrte er beim Arctic Race of Norway auf die Straße zurück und gewann die einzige Bergankunft des Rennens. In der Gesamtwertung musste er sich jedoch dem Neuseeländer Corbin Strong geschlagen geben.

## Erfolge
| 2016/2017 Weltmeister (Junioren) Europameister (Junioren) Britischer Meister (Junioren) Weltcup (Junioren) – Namur, Hoogerheide 2017/2018 Europameisterschaften (U23) Britischer Meister (U23) Weltcup (U23) – Gesamtwertung / Koksijde, Bogense, Namur, Zolder 2018/2019 Weltmeister (U23) Europameister (U23) Britischer Meister Weltcup (U23) – Gesamtwertung / Tábor, Koksijde, Namur, Pontchâteau DVV Trofee – Lille 2019/2020 Weltmeisterschaften Britischer Meister 2020/2021 Superprestige – Gavere 2021/2022 Weltmeister Weltcup – Rucphen, Hulst 2022/2023 Superprestige – Boom X²O Trofee – Kortrijk 2023/2024 Weltcup – Namur 2017 - Britischer Meister – Scratch (Junioren) | 2016 - La Philippe Gilbert Juniors 2017 - Le Pavé de Roubaix - Gesamtwertung, Punktewertung und eine Etappe GP Rüebliland - Weltmeister – Einzelzeitfahren (Junioren) - Britischer Meister – Kriterium 2019 - eine Etappe und Punktewertung Le Triptyque des Monts et Chateaux - Paris–Roubaix (U23) - Gesamtwertung, eine Etappe und Nachwuchswertung Tour Alsace - U23-Weltmeisterschaft – Straßenrennen 2020 - Gesamtwertung, drei Etappen und Bergwertung Giro Ciclistico d’Italia 2021 - Pfeil von Brabant 2022 - eine Etappe Tour de France 2023 - eine Etappe Algarve-Rundfahrt - Strade Bianche 2024 - Amstel Gold Race 2025 - Gesamtwertung, Punktewertung und zwei Etappen AlUla Tour - eine Etappe Andalusien-Rundfahrt - eine Etappe Arctic Race of Norway 2019 - Britischer Meister – Cross Country (U23) 2020 - 2× UCI-Weltcup Nové Město na Moravě – Cross Country (U23) - Weltmeister – Cross Country (U23) - Weltmeister – E-MTB 2021 - UCI-Weltcup, Nové Město na Moravě – Cross Country (XCO) - Olympiasieger – Cross Country (XCO) 2022 - UCI-Weltcup, Albstadt – Cross Country (XCO) - UCI-Weltcup, Nové Město na Moravě – Cross Country (XCO) - Europameister – Cross Country (XCO) 2023 - UCI-Weltcup, Nové Město na Moravě – Short Track (XCC) - UCI-Weltcup, Nové Město na Moravě – Cross Country (XCO) - Weltmeisterschaft – Short Track (XCC) - Weltmeister – Cross Country (XCO) - UCI-Weltcup, Mont Sainte-Anne – Cross Country (XCO) 2024 - UCI-Weltcup, Nové Město na Moravě – Cross Country (XCO) - UCI-Weltcup, Crans-Montana – Cross Country (XCC) - UCI-Weltcup, Crans-Montana – Cross Country (XCO) - Olympiasieger – Cross Country (XCO) - Weltmeisterschaft – Cross Country (XCO) 2025 - UCI-Weltcup, Pal Arinsal – Cross Country (XCO) - Europameister – Cross Country (XCO) |

## Wichtige Platzierungen (Straße)
| Grand Tour            | 2020 | 2021 | 2022 | 2023 | 2024 | 2025 |
| --------------------- | ---- | ---- | ---- | ---- | ---- | ---- |
| Giro d’ItaliaGiro     | –    | –    | –    | –    | –    | 16   |
| Tour de FranceTour    | –    | –    | 16   | 13   | DNF  | –    |
| Vuelta a EspañaVuelta | –    | 67   | –    | –    | –    |      |

| Weltmeisterschaft        | 2020 | 2021 | 2022 | 2023 | 2024 | 2025 |
| ------------------------ | ---- | ---- | ---- | ---- | ---- | ---- |
| StraßenrennenStraße      | 42   | 6    | –    | –    | 57   |      |
| EinzelzeitfahrenEZF      | –    | –    | –    | –    | –    |      |
| MannschaftszeitfahrenMZF | –    | –    | –    | –    | –    |      |

| Monument                 | 2020 | 2021 | 2022 | 2023 | 2024 | 2025 |
| ------------------------ | ---- | ---- | ---- | ---- | ---- | ---- |
| Mailand–Sanremo          | –    | 15   | DNF  | –    | 11   | 40   |
| Flandern-Rundfahrt       | –    | 41   | 14   | 52   | –    | –    |
| Paris–Roubaix            | –    | –    | –    | –    | 17   | –    |
| Lüttich–Bastogne–Lüttich | –    | –    | 103  | 2    | 10   | 9    |
| Lombardei-Rundfahrt      | –    | –    | –    | –    | –    |      |